# Дручик, Владимир Данилович
Владимир Данилович Дручик (род. 25 июня 1965) — советский и украинский легкоатлет, специалист по спортивной ходьбе. Выступал за сборные СССР, СНГ и Украины в 1989—1997 годах, многократный призёр первенств национального значения, участник чемпионата Европы в помещении в Париже. Представлял город Луцк и физкультурно-спортивное общество Профсоюзов.

## Биография
Владимир Дручик родился 25 июня 1965 года. Занимался лёгкой атлетикой в городе Луцке Волынской области, выступал за физкультурно-спортивное общество Профсоюзов.
Впервые заявил о себе в спортивной ходьбе в сезоне 1989 года, когда с результатом 1:21:27 занял 13-е место в мировом рейтинге на дистанции 20 км. Будучи студентом, представлял Советский Союз на Всемирной Универсиаде в Дуйсбурге, но здесь в дисциплине 20 км был дисквалифицирован за нарушение техники ходьбы.
В 1990 году с результатом 1:20:52 занял 12-е место на соревнованиях в Москве.
В 1991 году в ходьбе на 10 000 метров с личным рекордом 39:58.80 одержал победу на соревнованиях в Алуште, тогда как в ходьбе на 20 км победил на международном старте в венгерской Бекешчабе и с личным рекордом 1:20:48 завоевал бронзовую награду на чемпионате страны в рамках X летней Спартакиады народов СССР в Киеве.
В 1992 году финишировал шестым на дистанции 5000 метров на соревнованиях в помещении в Москве, установив при этом личный рекорд 18:54.21, выиграл бронзовую медаль на открытом чемпионате СНГ по спортивной ходьбе в Москве.
После распада СССР Дручик продолжил спортивную карьеру в составе украинской национальной сборной. Так, в 1993 году он представлял Украину на Кубке мира в Монтеррее, где в ходьбе на 20 км занял 70-е место.
В 1994 году принимал участие в чемпионате Европы в помещении в Париже — на предварительном квалификационном этапе ходьбы на 5000 метров показал время 19:37.93, чего оказалось недостаточно для выхода в финальную стадию соревнований.
В 1995 году в дисциплине 20 км занял 51-е место на Кубке мира в Пекине.
На Кубке мира 1997 года в Подебрадах в 20-километровой ходьбе показал на финише 36-й результат.
Впоследствии работал преподавателем в Академии рекреационных технологий и права в Луцке, доцент кафедры теории и методики физического воспитания, кандидат педагогических наук.